# Charles Learmonth
Charles Cuthbertson Learmonth DFC & Bar (2 de Maio de 1917 – 6 de janeiro de 1944) foi um oficial da Real Força Aérea Australiana (RAAF), durante Segunda Guerra Mundial. Ele comandou o Esquadrão N.º 22 em combate durante a Campanha da Nova Guiné e, posteriormente, assumiu o comando do Esquadrão N.º 14 que estava estacionado perto de Perth, na Austrália Ocidental. Ele foi morto em um acidente aéreo no dia 6 de janeiro de 1944, e mais tarde uma das bases aéreas da RAAF foi nomeada em sua honra.